# Ракіш
Ракіш (рум. Rachiș) — село у повіті Алба в Румунії. Входить до складу комуни Міреслеу.
Село розташоване на відстані 290 км на північний захід від Бухареста, 35 км на північ від Алба-Юлії, 42 км на південь від Клуж-Напоки.

## Населення
За даними перепису населення 2002 року у селі проживала 21 особа, усі — румуни. Усі жителі села рідною мовою назвали румунську.